# Ernst Dircksen

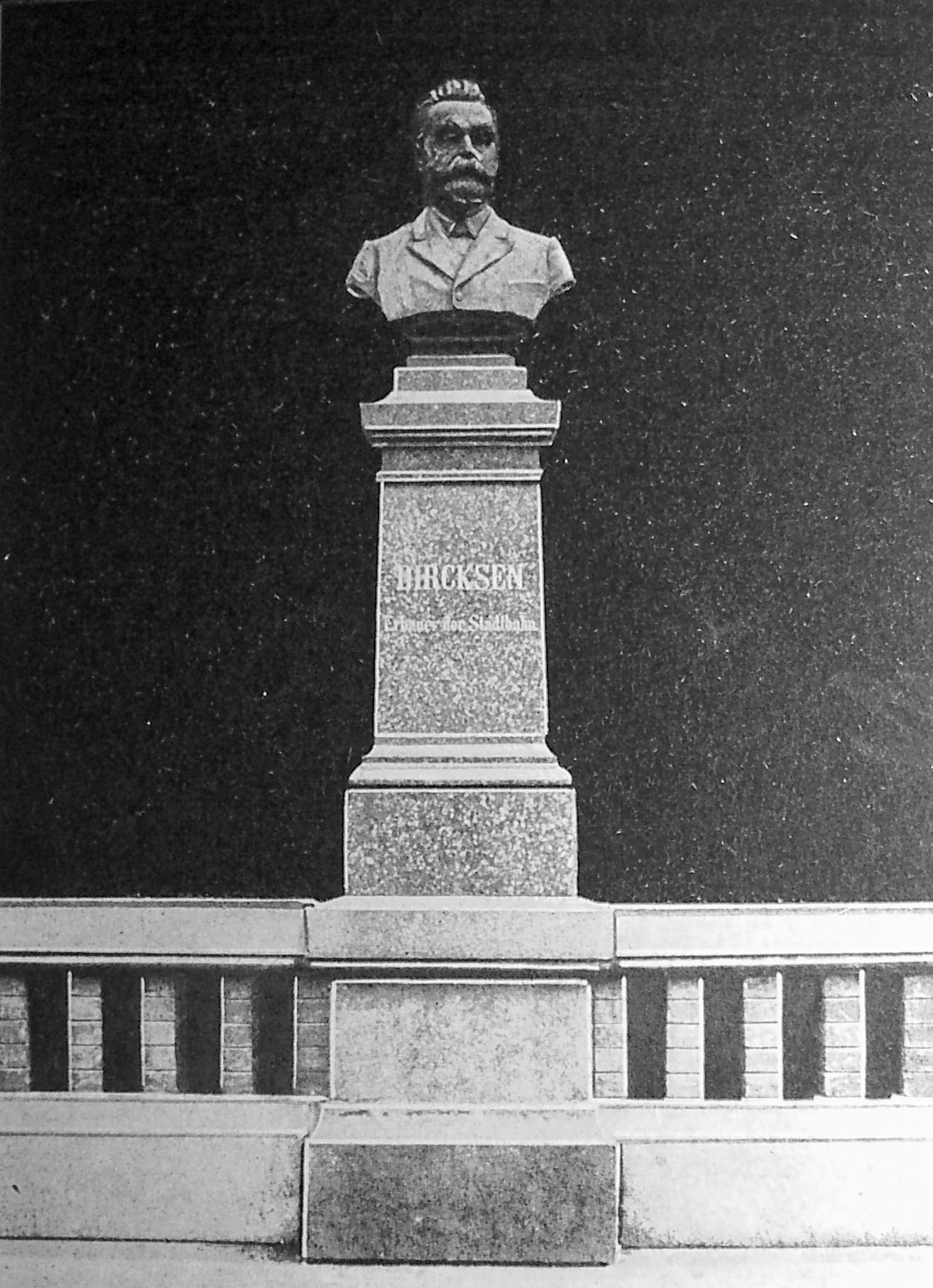
Dircksen-Denkmal in Berlin, 1902 (zerstört)

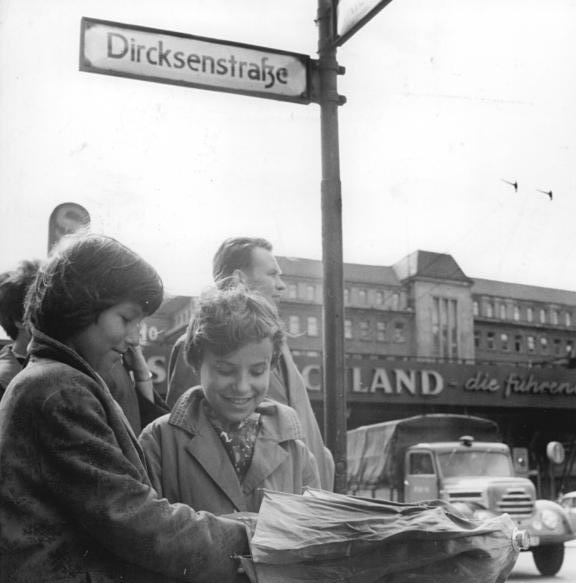
Dircksenstraße in Berlin, 1961

Ernst Dircksen (* 31. Mai 1831 in Danzig; † 11. Mai 1899 in Erfurt; vollständiger Name: Ernst August Dircksen) war ein deutscher Bauingenieur und preußischer Baubeamter.

## Leben
Ernst Dircksen studierte an der Berliner Bauakademie Ingenieurwesen. 1867 wurde er Betriebsinspektor in Oberschlesien. Sein Fachbereich war der Bau von Eisenbahnlinien und Eisenbahnbrücken.
Am 15. Juli 1878 wurde ihm von der Königlichen Direktion der Berliner Stadteisenbahn die Bauleitung der neu projektierten Berliner Stadtbahn übertragen. Zum 1. April 1883 wurde Dircksen als Abteilungsdirigent, bei gleichzeitiger Ernennung zum Oberbaurat, an die Königliche Eisenbahndirektion Köln linksrheinisch versetzt, um die in deren Dienstbereich auszuführenden Bahnanlagen zu leiten und im Besonderen auch den Ausbau der Kölner Eisenbahninfrastruktur voranzutreiben. In gleicher Stellung erfolgte dann im November 1890 seine Versetzung zur Königlichen Eisenbahndirektion Erfurt.
Am Bahnhof Berlin Friedrichstraße wurde Dircksen von seinen Schülern und Mitarbeitern im Oktober 1902 ein Denkmal mit einer Bronzebüste errichtet. Ihr Schöpfer war der Bildhauer Ludwig Brunow. Das Denkmal existiert heute nicht mehr.
In Berlin-Mitte wurde die zwischen Hackescher Markt und Jannowitzbrücke parallel zur von ihm geplanten Stadtbahn verlaufende Straße An der Stadtbahn zum 11. Juni 1902 zur Erinnerung an ihn in Dircksenstraße umbenannt.
Sein jüngster Sohn war der Bauingenieur Friedrich Dircksen (1874–1907).

## Werk
- 1853–1855: Mitarbeit beim Bau der neuen Weichselbrücke Dirschau
- 1855–1856: Mitarbeit beim Bau der Dombrücke in Köln
- Bau des ersten Bahnhofs in Frankfurt (Oder)
- 1867–1870: Bau der Berliner Verbindungsbahn (erster Abschnitt der Berliner Ringbahn)
- 1870–1874: verschiedene Neubauten im Bezirk der Königlichen Eisenbahndirektion Elberfeld
- 1870/1871: Bau der Eisenbahnlinie von Rémilly nach Pont-à-Mousson (an der Mosel, im Reichsland Elsaß-Lothringen)
- 1874–1882: Projektierung und Bauausführung der Berliner Stadtbahn
- 1883–1890: Ausbau der Kölner Bahnanlagen
- ab 1890: verschiedene Neubauten im Bezirk der Königlichen Eisenbahndirektion Erfurt